# 南唐書 (陸游)
『南唐書』（なんとうしょ）は、南宋の陸游撰、全18巻、紀伝体の南唐の史書。そのうち、本紀3巻、列伝15巻。昇元元年（937年）の先主李昪の建国より、開宝8年（975年）の後主李煜在位時に北宋に滅ぼされるまでの南唐39年にわたる史的出来事を記述する。この書の叙述は簡明で要を押さえており、南唐史に関する多くの珍しい史料を保存しており、南唐史中の佳作である。

## 修史過程
陸游は馬令の『南唐書』がいまだに完備していないと認め、そこでその煩瑣な所を削り遺漏を補って、重ねて編集撰述を加え、そのまま『南唐書』と名付けた。陸游がこの書を撰述する時に掲げた修史原則は、「耳目の接する所を以て、隧碑（すいひ）・行述の諛辞（ゆじ）を察し、衆論の存する所を以て、野史・小説の謬妄（びゅうもう）を刊（かん）す。天下の公を取って、一家の私を去る」ものであった。当該書の叙述は簡約にして完備、原理原則を持ち、そのため後人が極めて尊崇し、刊行印刷・校注するものが甚だ多い。元の天暦初め、戚光はこれの音釈1巻を作り、程塾らが校刊し、趙世炎が序を作った。清の道光2年（1822年）には緑簽山房刻本があり、嘉慶年間の湯運泰『南唐書注』18巻と『唐年世総釈』1巻・『州軍総音釈』1巻を附録していた。1915年には劉承榦の劉氏嘉業堂刻本があり、康熙年間の周在浚『南唐書注』18巻および劉承榦『南唐書補注』18巻を附録していた。現存、最も早い本は明の嘉靖43年（1564年）の銭穀抄本である。

## 後世の評価
後人は、その『南唐書』のために作られた題辞が総括して語っているという。「申屠令堅の死を誓って国に報ずるが若し。廖居素の井中に立死する、李延鄒の降書を草さずして殺さる、段処常の契丹虜中に面誚（めんしょう）する、趙仁沢の呉越王に拝せざる、張雄の満門難に死する、喬匡舜の親政を極諫する、張義方の力（つと）めて紀綱を振るう、欧陽広の疏して辺鎬を劾する、高遠の楚の守り難きを料（はか）る、陳褒の十世同居する、此れ皆な馬書の無き所。」
明の胡震亨は、「余 始めて馬令の『南唐書』を得（う）、為政を以て酒後談の資に作（な）すべきのみ。陸游が新修せる『南唐書』得るに及んで之れを読めば、乃ち正史・稗官 迥（はる）かに自ずから懸別するを知り、未だ偽史を以て之れを忽（ゆるが）せにするべからず。」と言っている。
『四庫全書総目提要』は「『南唐書』十八巻、『音釈』一巻、宋の陸游の撰。……馬令の書と游の書と盛んに伝えらるるも、而（しこう）して游の書 尤（もっと）も簡核にして法有り。」と言う。

## 内容
1. 巻一 烈祖本紀
2. 巻二 元宗本紀
3. 巻三 後主本紀
4. 巻四 宋斉丘列伝
5. 巻五 周徐査辺列伝
6. 巻六 周柴何王張馬游刁列伝
7. 巻七 徐高鍾常史沈三陳江毛列伝
8. 巻八 三徐三王二朱胡申屠喬睦列伝
9. 巻九 劉高盧陳李廖列伝
10. 巻十 張李皇甫江欧列伝
11. 巻十一 馮孫廖彭列伝
12. 巻十二 孟陳韓朱列伝
13. 巻十三 劉潘李厳張龔列伝
14. 巻十四 郭張林盧蒯二陳列伝
15. 巻十五 周鄭李三劉江汪郭伍蕭李虞朱王魏列伝
16. 巻十六 後妃諸王列伝
17. 巻十七 雑芸方士節義列伝
18. 巻十八 浮屠契丹高麗列伝